# Цибо, Рэджи
Рэджи Цибо (род. 7 сентября 1950, Кумаси) — один из ведущих исполнителей диско-группы Boney M. в период с 1982 по 1986 год, а позднее — с 1989 по 1990 год.

## Биография
В 1982 году Реджи заменил в составе группы танцора Бобби Фаррелла, но в 1984 Фаррелл вернулся в группу, и они стали квинтетом. В 1986 году оригинальная группа распалась после 10 лет успешных выступлений. В 1989 году Лиз Митчелл и Реджи сформировали новую официальную версию Boney M., а в 1990 году с помощью продюсера Фрэнка Фариана выпустили сингл «Stories», но спустя несколько месяцев они разошлись.
Реджи появился в последних трёх альбомах Boney M.: Ten Thousand Lightyears (1984), Kalimba de Luna – 16 Happy Songs (1984) и Eye Dance (1985), а также записал с группой рождественские песни. Эти песни были выпущены на международном уровне только после раскола группы в 1986 году (альбом The 20 Greatest Christmas Songs). Реджи исполнил основной вокал для ряда песен Boney M., включая «Kalimba de Luna», «Happy Song», «Going Back West», «My Chérie Amour», «Young, Free and Single», «Dreadlock Holiday» и «Barbarella Fortuneteller».
21 сентября 2006 года Реджи и двое других ведущих певцов Boney M., Лиз Митчелл и Марсия Барретт, были специальными гостями в Лондоне на премьере мюзикла «Daddy Cool», основанного на музыке известной группы.
До того как он присоединился к группе, Цибо был кинозвездой в Гане. Одним из фильмов с его участием, который завоевал популярность, был фильм «Love Brewed in an African Pot» (с англ. — «Любовь, сваренная в африканском горшке»). После завершения выступлений в составе Boney M. Цибо вернулся к актёрской работе.
Проживает в городе Мальборо, графство Уилтшир, в Англии.